# Крістіан Ріїс
Крістіан Діркс Рііс (дан. Kristian Dirks Riis, нар. 17 лютого 1997, Гадерслев, Данія) — данський футболіст, центральний захисник клубу «Мідтьюлланн».

## Ігрова кар'єра

### Клубна
Крістіан Рііс починав грати у клубі аматорського рівня «Гадерслев ФК». Пізніше він приєднався до клубу «Сеннер'юск», а у віці 15-ти років став гравцем «Мідтьюлланна», де починав грати у молодіжних командах.
Влітку 2016 року Рііс підписав з клубом п'ятирічний контракт. І у липні того року він дебютував у основному складі «Мідтьюлланна».
У серпні 2017 року для набуття ігрової практики Рііс перейшов на правах оренди до клубу «Вендсюссель». Де провів залишок сезону. За рік він знову був відправлений в оренду у «Есб'єрг». Але там Крістіан зіграв лише один матч і після отриманої травми керівництво «Мідтьюлланна» вирішило повернути гравця до свого клубу.

### Збірна
У 2017 році Крістіан Рііс отримав виклик до молодіжної збірної Данії але через отриману травму коліна так і не зіграв за збірну жодного матчу.